# Kandangan (Cerme)
Kandangan is een bestuurslaag in het regentschap Gresik van de provincie Oost-Java, Indonesië. Kandangan telt 3834 inwoners (volkstelling 2010).